# Шулек, Мартин
Ма́ртин Шу́лек (словац. Martin Šulek; род. 15 января 1998, Тренчин) — словацкий футболист, защитник словацкого клуба «Спартак».

## Клубная карьера
Мартин — уроженец Тренчина и футболом занимался только в своём родном городе. Перед сезоном 2015/2016 был переведён в основную команду.
20 сентября 2015 года дебютировал в чемпионате Словакии в поединке против «Слована», который завершился нулевой ничьей. Мартин появился на поле в основном составе и был заменён на 72-й минуте. Вместо него вышел Якуб Холубек.
Мартин быстро стал основным игроком и одним из лидеров обороны «Тренчина». Всего за сезон он принял участие в 21 матче и даже смог единожды отличиться. На его счету забитый мяч в поединке против «Жилины», который состоялся 13 мая 2016 года. По итогам года вместе с «Тренчином» чемпионом Словакии.

## Достижения
«Тренчин»
- Чемпион Словакии: 2015/16

## Карьера в сборной
С 2015 года Мартин привлекается в юношеские сборные Словакии.